# Supercopa Polonesa de Voleibol Masculino de 2013
A Supercopa Polonesa de Voleibol Masculino de 2013 foi a 3.ª edição deste torneio organizado anualmente pela Liga Polonesa de Voleibol. Ocorreu no dia 16 de outubro, na cidade Poznań, na Hala widowiskowo-sportowa Arena.
O Asseco Resovia conquistou seu primeiro título do campeonato ao derrotar o ZAKSA Kędzierzyn-Koźle. O oposto polonês Dawid Konarski foi eleito o melhor jogador da partida.

## Regulamento
O torneio foi disputado em partida única.

## Equipes participantes
| Equipe                 | Cidade           | Qualificação                          | Última participação |
| ---------------------- | ---------------- | ------------------------------------- | ------------------- |
| Asseco Resovia         | Rzeszów          | Campeão da PlusLiga de 2012–13        | 2012                |
| ZAKSA Kędzierzyn-Koźle | Kędzierzyn-Koźle | Campeão da Copa da Polônia de 2012–13 | Estreante           |

## Resultado
| Data   | Hora  |                | Placar |                        | Set 1 | Set 2 | Set 3 | Set 4 | Set 5 | Total   | Relatório |
| ------ | ----- | -------------- | ------ | ---------------------- | ----- | ----- | ----- | ----- | ----- | ------- | --------- |
| 16 out | 19:30 | Asseco Resovia | 3–2    | ZAKSA Kędzierzyn-Koźle | 22–25 | 25–19 | 25–23 | 21–25 | 15–13 | 108–105 | Relatório |

## Premiação
| Supercopa Polonesa de 2013          |
| ----------------------------------- |
| Asseco Resovia Campeão (1.° título) |